# Consorte Ban
La Consorte Ban (c. 48 a. C.? — c. 2 d. C.) llamada en chino Ban Jieyu (en chino, 班婕妤; Bān, era su apellido; Jieyu era el título para las concubinas, su nombre se desconoce) fue una escritora y alta erudita china de la dinastía Han capaz de recitar versos del Shi Jing.
Su padre Ban Kuang fue comandante de caballería del emperador Cheng. En el 33 a. C., fue escogida por el emperador para trabajar como la bibliotecaria del palacio, y después fue convertida en su concubina. Tuvo un hijo con el emperador pero murió a los pocos meses. Por el año 19 a. C., el emperador hizo concubinas a la bailarina Zhao Feiyan y a su hermana Zhao Hede, a quienes favoreció por encima de la Emperatriz Xu y la Consorte Ban, que en el año 18 a. C. fueron acusadas de brujería. La Emperatriz Xu fue condenada a arresto domiciliario, pero la Consorte Ban recurrió esta sentencia y pudo quedarse en la Corte, esta vez a la espera de ser dama de la Emperatriz Viuda, en vez de consorte. 
La Consorte Ban salvó la vida de su hermano Ban Zhi acusado de traición. Ban Zhi sería luego el padre de Ban Biao, autor de la Historia de la Dinastía Han (Han Shu), que finiquitarían su hijo Ban Gu y su hija Ban Zhao.